# Øjenvidnet (film fra 1948)
 For alternative betydninger, se Øjenvidnet. (Se også artikler, som begynder med Øjenvidnet)
Øjenvidnet (originaltitel The Fallen Idol (også kendt som The Lost Illusion) er en film fra 1948 baseret på Graham Greenes novelle "The Basement Room" og instrueret af Carol Reed. Filmen blev nomineret til Oscar for bedste film, bedste instruktør og bedste manuskript. Den modtog en BAFTA Award for 'Best British Film'.

## Handling
Filmen fortælles gennem diplomatsønnen Philippes naive øjne. Philippe ser op til faderens butler, Baines. For at underholde drengen har Baines fortalt en række fantasifulde historier om sit heroiske og spændende liv om sine eventyr i Afrika og andre eksotiske steder, hvor Baines har fortalt om dengang han ene mand nedkæmpede et oprør blandt de lokale, skød farlige løver, dræbte en mand i selvforsvar osv.
I virkeligheden har butleren Baines aldrig været i Afrika, men er fanget i et ægteskab uden kærlighed, mens han drømmer om et bedre og lykkeligere liv med en yngre kvinde (som han forklarer er hans niece efter at Philippe overrasker dem sammen). Efter et skænderi mellem Baines og den bedragede hustru falder hun ved et uheld og dør. Philippe tror imidlertid, at han har set Baines myrde hustruen. Drengen forsøger herefter desperat og klodset at beskytte sin helt under politiets efterforskning, men hans forsøg på at redde sit forbillede fører blot Baines ind i flere problemer.

## Medvirkende
- Ralph Richardson som Baines
- Michèle Morgan som Julie
- Sonia Dresdel som Mrs. Baines
- Bobby Henrey som Philippe
- Denis O'Dea som Chief Inspector Crowe
- Jack Hawkins som Detective Ames
- Walter Fitzgerald som Dr. Fenton
- Dandy Nichols som Mrs. Patterson
- Joan Young som Mrs. Barrow
- Karel Stepanek som First Secretary
- Gerard Heinz som Ambassador
- Torin Thatcher som Police Constable
- James Hayter som Perry
- Geoffrey Keen som Detective Davis
- Bernard Lee som Inspector Hart, Special Branch
- John Ruddock som Dr. Wilson
- Hay Petrie som Clock Winder
- Dora Bryan som Rose
- George Woodbridge som Sergeant, Chelsea Police Station

## Modtagelse
Filmen var en af de mest populære britiske film i 1948.
Øjenvidnet er optaget som nr. 48 på magasinet Time Outs liste over "100 best British films", baseret på afstemning blandt britiske filmkritikere og personer indenfor filmindustrien. Den blev beskrevet som "en af de bedste britiske film om børn, og om hvorledes børn kan blive manipuleret og bedraget, deres loyalitet forvredet og deres følelser leget med."

## Priser og nomineringer
Priser
- Bodilprisen for bedste ikke-amerikanske film, 1950.
- BAFTA Awards: Best Picture of the Year
- National Board of Review: Bedste skuespiller (Ralph Richardson) og Bedste manuskript (Graham Greene)
- New York Film Critics Circle: Bedste instruktør (Carol Reed)
- Venice International Film Festival: Bedate manuskript (Graham Greene)

Nonimeringer
- Oscaruddelingen 1948: Best Adapted Screenplay (Graham Greene) og bedste instruktør (Carol Reed)
- Golden Globes: Best Foreign Film
- National Board of Review: Udpeget til "En af årets 10 bedste film"
- Venice International Film Festival: Grand International Award (Carol Reed)
- New York Film Critics Circle: Best Picture & Best Actor (Ralph Richardson)